# Huciańska Grapa
Huciańska Grapa (ok. 946 m) – najdalej na zachód wysunięte wzniesienie w głównej grani Tatr Zachodnich. Nie jest jednak najbardziej zachodnim z wzniesień tatrzańskich – tym jest Ostry Wierch Kwaczański znajdujący się w bocznej grani Tatr Zachodnich.
Huciańska Grapa znajduje się na Słowacji, w  grzbiecie ciągnącym się na zachód od Jaworzyńskiej Kopy, pomiędzy Niżnią (905 m) i Pośrednią Huciańską Przełęczą (930 m). Jest położona na terenie miejscowości Huty i tylko częściowo jest zalesiona; większą część wzgórza zajmują pastwiska.
Nazwa Huciańska Grapa nadana została przez autorów przewodników turystycznych. Miejscowa ludność dla określenia całego grzbietu z tymi przełęczami oraz wzniesień między nimi używa nazwy Beskyd, taka też nazwa istnieje na mapie słowackiej.